# Comuna Nădejdea, Sărata
Nădejdea (în ucraineană Надежда, transliterat: Nadejda) este o comună în raionul Sărata, regiunea Odesa, Ucraina, formată din satele Cantemir, Gnadenfeld, Moldoveni, Nădejdea (reședința) și Neagra.

## Demografie
Componența lingvistică a comunei Nădejdea
     Ucraineană (73,76%)
     Rusă (11,54%)
     Română (10,91%)
     Bulgară (3,34%)
     Alte limbi (0,09%)
Conform recensământului din 2001, majoritatea populației comunei Nădejdea era vorbitoare de ucraineană (73,76%), existând în minoritate și vorbitori de rusă (11,54%), română (10,91%) și bulgară (3,34%).